# Michel Hassan
Pour les articles homonymes, voir Hassan.
 (février 2025).
La mise en forme du texte ne suit pas les recommandations de Wikipédia : il faut le « wikifier ».
Les points d'amélioration suivants sont les cas les plus fréquents :
- Les titres sont pré-formatés par le logiciel. Ils ne sont ni en capitales, ni en gras.
- Le texte ne doit pas être écrit en capitales (les noms de famille non plus), ni en gras, ni en italique, ni en « petit »…
- Le gras n'est utilisé que pour surligner le titre de l'article dans l'introduction, une seule fois.
- L'italique est rarement utilisé : mots en langue étrangère, titres d'œuvres, noms de bateaux, etc.
- Les citations ne sont pas en italique mais en corps de texte normal. Elles sont entourées par des guillemets français : « et ».
- Les listes à puces sont à éviter, des paragraphes rédigés étant largement préférés. Les tableaux sont à réserver à la présentation de données structurées (résultats, etc.).
- Les appels de note de bas de page (petits chiffres en exposant, introduits par l'outil «  Source ») sont à placer entre la fin de phrase et le point final[comme ça].
- Les liens internes (vers d'autres articles de Wikipédia) sont à choisir avec parcimonie. Créez des liens vers des articles approfondissant le sujet. Les termes génériques sans rapport avec le sujet sont à éviter, ainsi que les répétitions de liens vers un même terme.
- Les liens externes sont à placer uniquement dans une section « Liens externes », à la fin de l'article. Ces liens sont à choisir avec parcimonie suivant les règles définies. Si un lien sert de source à l'article, son insertion dans le texte est à faire par les notes de bas de page.
- La présentation des références doit suivre les conventions bibliographiques. Il est recommandé d'utiliser les modèles {{Ouvrage}}, {{Chapitre}}, {{Article}}, {{Lien web}} et/ou {{Bibliographie}}. Le mode d'édition visuel peut mettre en forme automatiquement les références.
- Insérer une infobox (cadre d'informations à droite) n'est pas obligatoire pour parachever la mise en page.

Pour une aide détaillée, merci de consulter Aide:Wikification.
Si vous pensez que ces points ont été résolus, vous pouvez retirer ce bandeau et améliorer la mise en forme d'un autre article.
Michel Hassan (né en 1965 à Paris) est un réalisateur et scénariste français de télévision de fictions et flux.

## Filmographie
- 1997 : Le jeu de la clé
- 1991 : Delco
- 1996: La Belette
- 1997: Opération Bugs Bunny
- 1999: Une île de beauté
- 2003: Lola, qui es-tu Lola ?
- 2003: Sous le soleil
- 2002-2015: Koh-Lanta
- 2003: Sagas
- 2004: Le set
- 2005: La Méthode Cauet
- 2007-2012: Revu et corrigé
- 2007: Le Réveillon des bonnes
- 2007: Bienvenue chez les fous
- 2007 : Intérim (TV)
- 2008: Pas de secrets entre nous
- 2008: Groupe flag
- 2008: La Dame de Monsoreau
- 2009: Les Bougon
- 2009: Joséphine, ange gardien
- 2004-2010: Plus belle la vie
- 2010: L'amour est aveugle
- 2010: Ghost Adventures
- 2012-présent:Touche pas à mon poste !
- 2012: Un coach pour changer ma vie
- 2014: Anarchy
- 2014: Faites danser le monde
- 2016-2018: Drôle de manoir
- 2020 : Les Petits Magiciens
- 2022 : Y'a que la vérité qui compte, nos plus belles histoires